# DaShaun Wood
DaShaun Sheldon Wood (nacido el 29 de septiembre de 1985 en Detroit, Míchigan) es un jugador de baloncesto estadounidense que actualmente pertenece a la plantilla del SLUC Nancy Basket de la Pro A, la máxima división francesa. Con 1,85 metros de altura juega en la posición de Base.

## Escuela secundaria
Se formó en el Crockett High School de su ciudad natal, Detroit, Míchigan. En su año senior promedió 24 puntos, 5 asistencias y 6 robos de balón, ayudando a los Rockets a acabar con un récord de 20-4 y a llegar a las semifinales del Class B Michigan Tournament.
Rompió el récord de anotación de la escuela, tras endosarle 44 puntos al Detroit Douglass High School. El anterior récord le ostentaba Maurice Ager (jugador ya retirado que pasó por Dallas Mavericks, New Jersey Nets, Minnesota Timberwolves y en España por las filas del Cajasol Sevilla) con 40 puntos.
Fue elegido en el mejor quinteto del estado Class B por Detroit Free Press y nombrado por Prep Spotlight como uno de los cinco mejores bases de Míchigan. En el verano de 2003 se cambió su apellido, que en ese momento era Lynch, por el nombre de su padre Wood.

## Universidad
Tras graduarse en 2003, se unió a la Universidad de Wright State, situada en Dayton, Ohio, donde cumplió su periplo universitario de cuatro años (2003-2007).

### Wright State

#### 2003-2004
En su primera temporada, su año freshman (2003-2004), jugó 28 partidos (todos como titular) con los Raiders con un promedio de 8,6 puntos (35,9 % en triples y 77,9 % en tiros libres), 4,2 rebotes, 3,1 asistencias y 1,6 robos de balón en 33,4 min. A final de temporada fue seleccionado en el mejor quinteto de freshmans de la Horizon League.
En el primer partido amistoso que jugó, anotó 8 puntos y dio 4 asistencias y en el segundo amistoso metió 6 puntos y repartió 6 asistencias. En el partido que abrió la temporada anotó 8 puntos, dio 4 asistencias contra los Morehead State Eagles, metió 12 puntos contra los Ball State Cardinals y cogió 8 rebotes contra los Miami Hurricanes. Dio 5 asistencias contra los Brown Bears, anotó 8 puntos, cogió 8 rebotes y repartió 6 asistencias contra los Akron Zips y metió 10 puntos contra los Butler Bulldogs.
Anotó 8 puntos, cogió 6 rebotes y robó 5 balones contra los Cleveland State Vikings, metió 8 puntos, cogió 5 rebotes y repartió 5 asistencias contra los Detroit Titans y marcó 14 puntos contra los Loyola Marymount Lions. Robó 6 balones (máxima de su carrera universitaria) contra los Butler Bulldogs , anotó 15 puntos y dio 6 asistencias contra los Cleveland State Vikings, metió 21 puntos y cogió 8 rebotes contra los Loyola Marymount Lions y marcó 10 puntos y atrapó 7 rebotes en 39 min contra los Milwaukee Panthers. Anotó 10 puntos contra los Detroit Titans, metió 19 puntos, cogió 6 rebotes, dio 5 asistencias y robó 3 balones contra los Youngstown State Penguins y marcó 9 puntos, atrapó 6 rebotes y repartió 5 asistencias contra los UIC Flames.
Finalizó en la Horizon League como el 8.º en asistencias, el 7.º en robos por partido, el 10.º en asistencias totales (88) y el 5.º en robos totales (45).

#### 2004-2005
En su segunda temporada, su año sophomore (2004-2005), jugó 30 partidos (todos como titular) con los Raiders con un promedio de 15,2 puntos (37,3 % en triples), 5,1 rebotes, 3,7 asistencias y 1,6 robos de balón en 37,5 min. A final de temporada fue elegido en el segundo mejor quinteto de la Horizon League.
En uno de los primeros partidos amistosos anotó 16 puntos, cogió 5 rebotes y dio 3 asistencias. Metió 22 puntos y atrapó 9 rebotes contra los Tulsa Golden Hurricane, marcó 18 puntos contra los Arizona Wildcats y otros 17 contra los Brown Bears. Fue nombrado jugador de la semana de la Horizon League en noviembre de 2004. Anotó 25 puntos y dio 8 asistencias contra los Toledo Rockets, marcó 20 puntos y cogió 7 rebotes contra los Ball State Cardinals y atrapó 10 rebotes contra los Northeastern Huskies. Anotó 13 puntos y cogió 13 rebotes (máxima de su carrera universitaria) contra los Miami Hurricanes, metió 29 puntos contra los Akron Zips y robó 5 balones contra los Southern Illinois Salukis.
Anotó 12 puntos, cogió 6 rebotes y dio 6 asistencias contra los Youngstown State Penguins, metió 16 puntos contra los Texas Pan American Broncs y marcó 16 puntos y atrapó 8 rebotes contra los Green Bay Phoenix. Anotó 16 puntos contra los Cleveland State Vikings, metió 12 puntos y cogió 7 rebotes contra los Detroit Titans y jugó 40 min contra los Milwaukee Panthers. Llegó a los 500 puntos en su carrera universitaria contra los Butler Bulldogs, marcó 28 puntos contra los UIC Flames y metió 15 contra los Butler Bulldogs. Anotó 18 puntos contra los Detroit Titans, metió 19 puntos y cogió 6 rebotes contra los Youngstown State Penguins y marcó 12 puntos, atrapó 6 rebotes y dio 5 asistencias contra los Northern Illinois Huskies. Anotó 15 puntos y cogió 9 rebotes contra los Green Bay Phoenix y metió 17 puntos contra los Butler Bulldogs en el torneo de la Horizon League.
Finalizó en la Horizon League como el 8.º en partidos jugados, el 5.º en tiros de campo anotados (163) y el 5.º mejor % de tiros de campo (48,2 %), el 4.º en tiros de 2 anotados (138), el 3.º en tiros libres anotados (105), el 9.º mejor % de tiros libres (68,2 %), el 4.º en asistencias totales (111) y en robos totales (48), el 5.º en puntos totales (456), el 7.º en puntos por partido, el 5.º en asistencias por partido y el 6.º en robos por partido.

#### 2005-2006
En su tercera temporada, su año junior (2005-2006), jugó 28 partidos (27 como titular) con los Raiders con un promedio de 17,9 puntos (79,8 % en tiros libres), 4,5 rebotes, 4,4 asistencias y 1,8 robos de balón en 35,3 min. A final de temporada fue elegido en el mejor quinteto de la Horizon League y en el mejor quinteto defensivo de la Horizon League.
En uno de los primeros partidos amistosos anotó 18 puntos. Metió 29 puntos contra los Belmont Bruins, marcó 13 puntos y cogió 7 rebotes contra los Toledo Rockets y anotó 22 puntos contra los Miami Hurricanes. Anotó 18 puntos y dio 6 asistencias contra los Detroit Titans, metió 26 puntos, repartió 9 asistencias y robó 2 balones contra los Belmont Bruins y marcó 23 puntos y dio 9 asistencias contra los Northeastern Huskies. Anotó 12 puntos y cogió 10 rebotes contra los Cleveland State Vikings, metió 22 puntos y atrapó 7 rebotes contra los Loyola Marymount Lions y marcó 21 puntos en 21 min contra los Kenyon Lords.
Anotó 17 puntos contra los Milwaukee Panthers, metió 35 puntos (máxima de su carrera universitaria, alcanzando los 1,000 puntos en su carrera universitaria) contra los Youngstown State Penguins y marcó 17 puntos contra los Milwaukee Panthers. Anotó 20 puntos y cogió 8 asistencias contra los Green Bay Phoenix. Fue nombrado jugador de la semana de la Horizon League en febrero de 2006. Metió 28 puntos contra los Detroit Titans y marcó 33 puntos contra los Butler Bulldogs. Anotó un total de 171 puntos en los 6 últimos partidos de la temporada para un promedio de 24,4 puntos. Anotó 13 puntos y dio 12 asistencias contra los Bowling Green Falcons (máxima de su carrera universitaria).
Finalizó en la Horizon League como el 8.º en tiros de campo anotados (165) y el 8.º mejor % de tiros de campo (43 %), el 4.º en tiros de 2 anotados (143), el 1.º en tiros libres anotados (150), el 4.º mejor % de tiros libres, el 4.º en asistencias totales (125), el 1.º robos totales (51), el 7.º en puntos totales (502), el 4.º en puntos por partido, el 4.º en asistencias por partido y el 1.º en robos por partido.

#### 2006-2007
En su cuarta y última temporada, su año senior (2006-2007), jugó 33 partidos (todos como titular) con los Raiders con un promedio de 19,6 puntos (37,3 % en triples y 88,3 % en tiros libres), 5 rebotes, 3,9 asistencias y 1,9 robos de balón en 36,2 min. A final de temporada fue nombrado Mejor Baloncestista Masculino del Año de la Horizon League, elegido por segunda vez en el mejor quinteto de la Horizon League y en el mejor quinteto defensivo de la Horizon League, nombrado MVP del torneo de la Horizon League y seleccionado en el mejor quinteto del torneo de la Horizon League. También fue elegido en el segundo mejor quinteto del distrito 10 por la Asociación Nacional de Entrenadores de Baloncesto, recibió el premio All-American Strength and Conditioning Athlete of the Year por la National Strength and Conditioning Association y fue nominado para el premio Frances Pomeroy Naismith a jugadores seniors de menos de 1,90.
Fue nombrado jugador de la semana de la Horizon League en noviembre y diciembre de 2006 y en febrero de 2007. Anotó 21 puntos (incluyendo el tiro ganador) contra los Miami Hurricanes, metió 19 puntos (incluyendo tiros libres vitales) contra los Detroit Titans y marcó 24 puntos contra los Marshall Thundering Herd. Anotó 23 puntos contra los Bowling Green Falcons, 17 contra los Marist Red Foxes y 25 contra los Chicago State Cougars. Metió 20 puntos contra los Samford Bulldogs, marcó 30 puntos, cogió 7 rebotes, dio 3 asistencias y puso 2 tapones contra los Mississippi Valley State Delta Devils. Fue elegido en el mejor quinteto del torneo de LSU. Cumplió 100 partidos jugados contra los IPFW Mastodons, anotó 32 puntos contra los Loyola Marymount Lions, metió su tiro libre seguido nº 37 contra los Green Bay Phoenix y marcó 26 puntos y dio 6 asistencias contra los Cleveland State Vikings.
Metió 21 puntos y cogió 10 rebotes contra los Milwaukee Panthers y marcó 23 puntos contra los Green Bay Phoenix. Anotó 21 puntos contra los Detroit Titans y 20 contra los Milwaukee Panthers. Metió 25 puntos y cogió 9 rebotes contra los UIC Flames, marcó 30 puntos, atrapó 6 rebotes y dio 6 asistencias contra los cabezas de serie #10 Butler Bulldogs y anotó 19 puntos repartió 7 asistencias contra los Cal State Fullerton Titans. Anotó 25 puntos contra los Green Bay Phoenix en las semifinales de la Horizon League, fue nombrado MVP del torneo de la Horizon League tras meter 27 puntos en la final contra los Butler Bulldogs. Anotó 13 puntos, dio 7 asistencias, cogió 6 rebotes y robó 4 balones en la 1.ª ronda del torneo de la NCAA contra los Pittsburgh Panthers.
Fue seleccionado en el segundo mejor quinteto de la NCAA por Collegeinsider.com y recibió una mención honorable All-American por Associated Press. Fue nombrado MVP del Portsmouth Invitational Tournament tras ayudar a su equipo a acabar con un récord perfecto de 3-0 y finalizar con un total de 47 puntos y 27 asistencias. Tuvo un 15-29 en tiros de campo (7-13 en triples), robó 6 balones e hizo un casi perfecto 10-11 en tiros libres.
Finalizó en la Horizon League como el 9.º en partidos jugados, el 1.º en tiros de campo anotados (223) y el 7.º mejor % de tiros de campo (43,5 %), el 2.º en tiros de 2 anotados (164), el 5.º en triples anotados (59), el 3.º en tiros libres anotados (143), el 4.º mejor % de tiros libres, el 3.º en asistencias totales (131), el 1.º robos totales (64), el 1.º en puntos totales (648) y en puntos por partido, el 4.º en asistencias por partido y el 1.º en robos por partido.
Fue el 30.º máximo anotador, el 58.º mejor ladrón y tuvo el 16.º mejor % de tiros libres de toda la NCAA.

#### Promedios
Disputó un total de 119 partidos (118 como titular) con los Wright State Raiders entre las cuatro temporadas, promediando 15,5 puntos (34,8 % en triples y 78,8 % en tiros libres), 4,7 rebotes, 3,8 asistencias y 1,7 robos de balón en 35,6 min de media.
Lideró a los Raiders en su última temporada a la consecución del campeonato de la Horizon League y de este modo llevarles por 2.ª vez en su historia al torneo de la NCAA. Fue el 1.º jugador de la historia de la universidad en recibir el Premio al mejor Baloncestista Masculino del Año de la Horizon League.
Acabó su carrera universitaria en la Horizon League como el 10.º en tiros de campo anotados (638), el 11.º en tiros de 2 anotados (517), el 13.º en tiros libres anotados (451), el 12.º mejor % de tiros libres, el 14.º en asistencias totales (455), el 5.º en robos totales (208), el 9.º en puntos totales (1849) y el 15.º en puntos por partido.

## Trayectoria profesional

### Tisettanta Cantú
Tras no ser elegido en el Draft de la NBA de 2007, fichó por el Tisettanta Cantú italiano para la temporada 2007-2008, en la que fue su primera experiencia como profesional.
Disputó un total de 34 partidos de liga y 4 de play-offs (fueron eliminados en cuartos de final por la Lottomatica Roma con el cuadro de Cantú, promediando en liga 17,9 puntos (52,4 % en tiros de 2, 45,3 % en triples y 77,8 % en tiros libres), 3,1 rebotes, 3,4 asistencias y 2,6 robos de balón en 34,4 min de media, mientras que en play-offs promedió 9,3 puntos (73,7 % en tiros libres), 2 rebotes, 1,8 asistencias y 3 robos de balón en 30,5 min de media.
Fue uno de los mejores jugadores de la LEGA y uno de los dos únicos jugadores de la liga en anotar más de 600 puntos durante de la temporada. Tuvo el 2.º mejor % de triples de toda la LEGA, finalizando como el 5.º máximo anotador y el 6.º máximo asistente. Recibió una mención honorable por Eurobasket.com.

### Benetton Treviso
Sin moverse de Italia, firmó para la temporada 2008-2009 por el histórico Benneton Treviso. Se perdió la primera parte de la temporada al sufrir un edema óseo en la rodilla que le hizo estar parado dos meses. Llegó con el equipo a las semifinales de los play-offs de la LEGA y a los cuartos de final de la Eurocup.
Disputó un total de 14 partidos de liga, 6 de play-offs y 12 de Eurocup, promediando en liga 7,3 puntos, 3,2 rebotes, 3,2 asistencias y 1,3 robos de balón en 28,2 min de media, en play-offs 7,2 puntos (72,7 % en triples y 75 % en tiros libres), 1,5 rebotes, 2,3 asistencias y 1,2 robos de balón en 21 min de media, y en la Eurocup 5,3 puntos (87,5 % en tiros libres), 2 rebotes, 3,3 asistencias y 1 robo de balón. Finalizó la temporada como el 9.º máximo asistente de la LEGA.
Para recuperarse totalmente de su lesión que hizo que jugara mermado gran parte de la temporada 2008-09, no jugó para ningún equipo en la temporada 2009-10. En el verano de 2010 disputó la NBA Summer League con Los Angeles Clippers. Jugó 1 partido en el que dio una asistencia en 9 min.

### Deutsche Bank Skyliners
Tras pasar la temporada 2009-2010 en blanco, fichó por el Deutsche Bank Skyliners alemán para la temporada 2010-2011. Llegó con el equipo a las semifinales de la Basketball Bundesliga, donde perdieron contra el ALBA Berlín.
Fue una gran temporada para él, ya que fue el máximo anotador de la liga, nombrado MVP de la Basketball Bundesliga y mejor jugador ofensivo de la Basketball Bundesliga y elegido en el mejor quinteto de la Basketball Bundesliga. También fue seleccionado para disputar el All-Star Game de la Basketball Bundesliga, nombrado por Eurobasket.com mejor jugador del año y mejor base del año y elegido en el mejor quinteto de la liga y en el mejor quinteto de foráneos de la liga, también por Eurobasket.com.
Disputó 34 partidos de liga, 8 de play-offs y 8 de EuroChallenge con el cuadro de Frankfurt, promediando en liga 19,1 puntos (52,4 % en tiros de 2, 31,4 % en triples y 80,1 % en tiros libres), 4,6 rebotes, 5,8 asistencias y 1,3 robos de balón en 31,3 min de media, en play-offs 18,4 puntos (40 % en triples y 81 % en tiros libres), 4,6 rebotes, 6,3 asistencias y 1 robo de balón en 34,3 min de media, y en EuroChallenge 15,6 puntos (32,3 % en triples y 72,1 % en tiros libres), 3,5 rebotes, 5,1 asistencias y 1,3 robos de balón en 31,5 min de media.
Finalizó la temporada como el 2.º máximo asistente de la Basketball Bundesliga.

### ALBA Berlín
Sin moverse de Alemania, en el verano de 2011 firmó por dos años por el ALBA Berlín junto con su entrenador en el Skyliners Frankfurt, Gordon Herbert. Con el cuadro berlinés ganó la Copa de baloncesto de Alemania en 2013.
En su primera temporada (2011-2012), jugó 34 partidos de liga, 4 de play-offs y 12 de Eurocup. En liga promedió 15,4 puntos (37,6 % en triples y 82,7 % en tiros libres), 3,9 rebotes, 4,9 asistencias y 1,1 robos de balón en 31,5 min, en play-offs 12 puntos (30,4 % en triples), 3,3 rebotes, 3,8 asistencias y 1 robo de balón en 33,8 min y en la Eurocup 14,2 puntos (55,1 % en tiros de 2, 38,8 % en triples y 82,2 % en tiros libres), 3,1 rebotes, 5,4 asistencias y 1 robo de balón en 33,8 min de media.
Fue nombrado por segunda vez mejor jugador ofensivo de la Basketball Bundesliga y elegido en el mejor quinteto de la Basketball Bundesliga, por segunda vez también. Además, fue elegido en el segundo mejor quinteto de la Basketball Bundesliga por Eurobasket.com. Finalizó la temporada como el 5.º máximo anotador y asistente de la Basketball Bundesliga. Fue el MVP de la jornada 5 del Last-16 de la Eurocup.
En su segunda temporada (2012-2013), jugó 33 partidos de liga, 3 de play-offs y 23 de Euroliga. En liga promedió 11,8 puntos (50,3 % en tiros de 2, 38,2 % en triples y 77,9 % en tiros libres), 2 rebotes, 3,4 asistencias y 1,5 robos de balón en 28,4 min, en play-offs 11 puntos  (50 % en tiros de 2, 40 % en triples y 71,4 % en tiros libres), 2 rebotes y 2 asistencias en 23,7 min y en la Euroliga 9,8 puntos (43,2 % en triples y 78,9 % en tiros libres), 1,5 rebotes y 2,5 asistencias en 24,4 min de media.
En 2013, fue seleccionado por segunda vez para disputar el All-Star Game de la Basketball Bundesliga. Finalizó la temporada como el 5.º máximo anotador y asistente de la Basketball Bundesliga. Finalizó la temporada como el 8.º mejor ladrón de la Basketball Bundesliga.
Disputó un total de 67 partidos de liga y 7 de play-offs con el conjunto alemán entre las dos temporadas, promediando en liga 13,6 puntos (37,9 % en triples y 80,3 % en tiros libres), 2,9 rebotes, 4,1 asistencias y 1,3 robos de balón en 29,9 min de media, mientras que en play-offs promedió 11,5 puntos (35,2 % en triples), 2,6 rebotes y 2,9 asistencias en 28,7 min de media.

### Le Mans Sarthe Basket
En junio de 2013, fichó por el Le Mans Sarthe Basket francés para la temporada 2013-2014. Con el cuadro de Le Mans ganó la Leaders Cup en 2014. En diciembre de 2013 se fracturó la mano derecha, y el club se vio obligado a fichar a Torey Thomas por seis semanas.
Disputó un total de 24 partidos de liga, 2 de play-offs y 8 de Eurocup, promediando en liga 14,1 puntos (37 % en triples y 81 % en tiros libres), 2,5 rebotes, 4,1 asistencias y 1,2 robos de balón en 31,2 min de media, en play-offs 15 puntos (41,2 % en triples y 83,3 % en tiros libres), 2,5 rebotes y 4,5 asistencias en 33,5 min de media, y en la Eurocup 16,4 puntos (46,2 % en triples y 93,3 % en tiros libres), 1,2 rebotes, 2,3 asistencias y 1,6 robos de balón en 26,7 min de media.
Finalizó la temporada como el 10.º mejor asistente de la Pro A. Fue elegido en el mejor quinteto de foráneos de la Pro A por Eurobasket.com.

### Tofaş Bursa
El 5 de julio de 2014, el Tofaş Bursa turco, anunció su fichaje para la temporada 2014-2015.
Disputó 28 partidos de liga y 5 de EuroChallenge con el conjunto de Tofaş, promediando en liga 14,4 puntos ( 38 % en triples y 75,9 % en tiros libres), 2,5 rebotes, 4,1 asistencias y 1,2 robos de balón en 32,4 min de media, mientras que en EuroChallenge promedió 18,4 puntos (53,8 % en triples), 1,4 rebotes, 3,6 asistencias y 1,2 robos de balón en 32,6 min de media.

### Cholet Basket
El 25 de septiembre de 2015, firmó por el CSP Limoges, pero no llegó a debutar.
El 4 de enero de 2016, el Cholet Basket francés, anunció su fichaje hasta final de temporada, regresando de esta manera a Francia.
Disputó 18 partidos de liga con el conjunto francés, promediando 12,7 puntos (34,6 % en triples y 77,8 % en tiros libres), 2,1 rebotes, 4,8 asistencias y 1,1 robos de balón en 30 min de media. Finalizó la temporada como el 9.º máximo asistente de la Pro A.